# Preis der Deutschen Gesellschaft für Hygiene und Mikrobiologie
Die Deutsche Gesellschaft für Hygiene und Mikrobiologie vergibt seit 1980 jährlich ihren Hauptpreis. Der Preisträger soll aktiver Wissenschaftler mit hervorragender und in der Regel langjähriger Forschungstätigkeit auf dem Gebiet der Hygiene und Mikrobiologie sein. Dabei sollen aktuelle und zukunftsträchtige Forschungsgebiete berücksichtigt werden. Der Preis ist (Stand 2019) mit 5000 Euro dotiert.

## Preisträger
- 1980: Norbert Pfennig, Konstanz
- 1981: Christoph Scholtissek, Gießen
- 1982: Volkmar Braun, Tübingen
- 1983: Thomas Graf, Heidelberg
- 1984: Karl Otto Stetter
- 1985: Hans-Dieter Klenk, Marburg
- 1986: August Böck, München
- 1987: Sucharit Bhakdi, Gießen
- 1988: Wolfram H. Gerlich, Gießen
- 1989: Thomas F. Meyer, Berlin
- 1990: Friedrich Götz
- 1991: Hans-Georg Sahl
- 1992: Bernhard Fleischer, Hamburg
- 1993: Stefan H. E. Kaufmann, Berlin
- 1994: Jörg Hacker, Würzburg
- 1995: Erik C. Böttger, Hannover, und Wolfgang Ludwig, München
- 1996: Ernst Theodor Rietschel, Borstel und Georg Fuchs, Freiburg
- 1997: Jürgen Heesemann, München
- 1998: Matthias Frosch, Würzburg und Helge Karch, Würzburg
- 1999: Egbert Tannich, Hamburg
- 2000: Christian Bogdan, Erlangen
- 2001: Rainer Haas, München und Andreas Podbielski, Rostock
- 2002: Achim Hörauf, Hamburg und Michael Wagner, München
- 2003: Petra Gastmeier, Hannover
- 2004: Sebastian Suerbaum, Hannover und Mark Achtman, Berlin
- 2005: (keine Preisvergabe)
- 2006: Christoph Dehio, Basel und Steffen Stenger, Erlangen
- 2007: Christof von Eiff, Münster und Lothar H. Wieler, Berlin
- 2008: Michael Hensel, Erlangen und Thomas Rudel, Würzburg
- 2009: Peter Zipfel, Jena
- 2010: Andreas Diefenbach, Freiburg und Andreas Peschel, Tübingen
- 2011: Jörg Vogel, Würzburg
- 2012: Wolf-Dietrich Hardt, Zürich
- 2013: Petra Dersch, Braunschweig
- 2014: Axel Brakhage, Jena und Bernhard Hube, Jena
- 2015: Dirk Haller, München
- 2016: Stefan Niemann, Lübeck
- 2017: Bärbel Stecher-Letsch, München
- 2018: Gabriele Pradel, Aachen
- 2019: Alexander Mellmann, Münster
- 2020: Oliver Kurzai, Würzburg
- 2021: Susanne Häussler, Braunschweig/Kopenhagen
- 2022: Mathias Hornef, Aachen
- 2023: Cynthia M. Sharma, Würzburg
- 2024: Sven Hammerschmid, Greifswald[1]